# Depo Izmajlovo

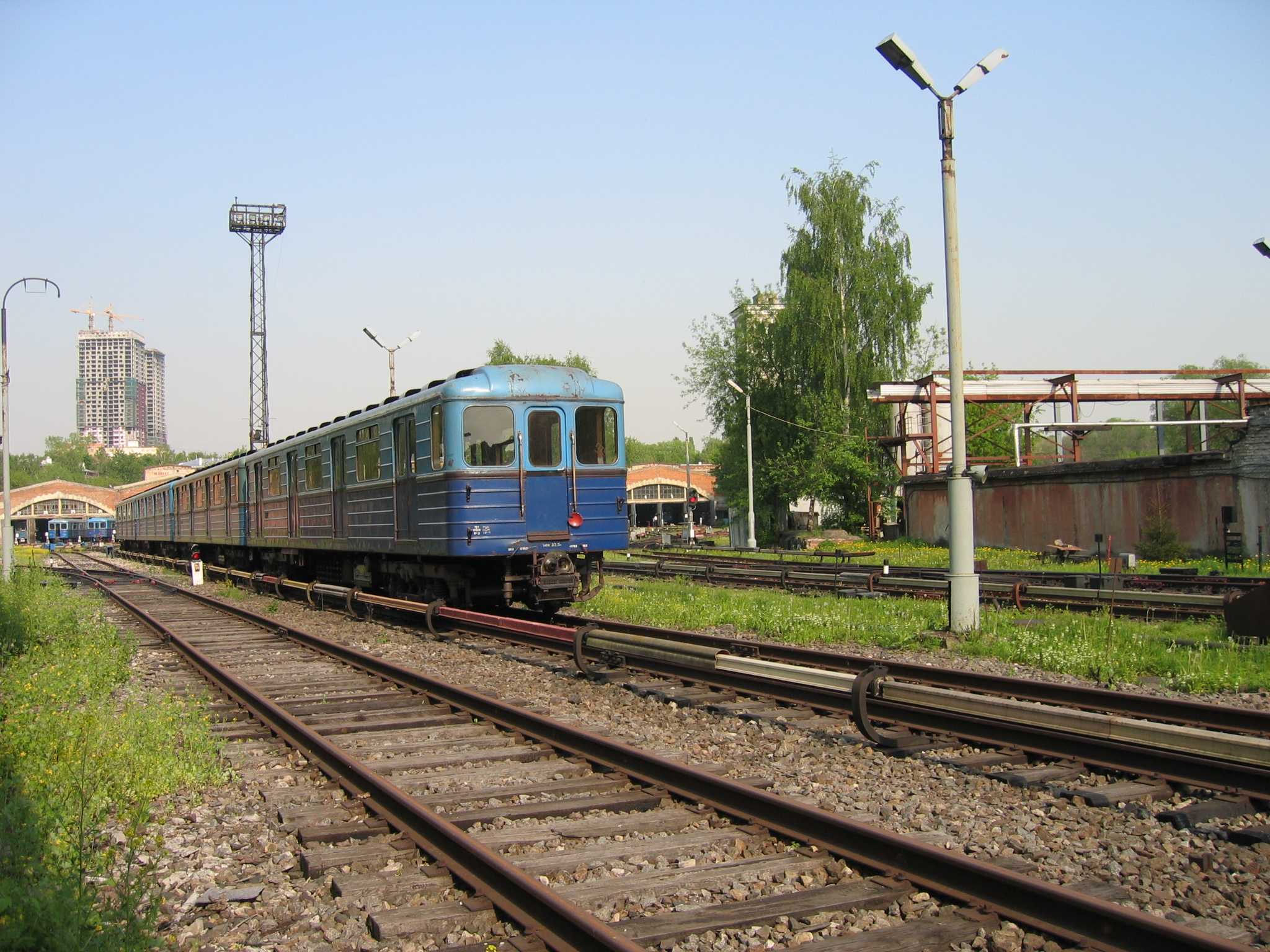
Souprava metra přijíždějící do depa Izmajlovo

Depo Izmajlovo (rusky электродепо Изма́йлово) je jedním z patnácti dep moskevského metra. Slouží třetí a čtvrté lince metra. Nachází se poblíž stanice Izmajlovskaja a slouží od 14. ledna 1950.
Vystřídalo se v něm mnoho souprav. Nejprve sem byly dodány vlaky složené z vozů soupravy metra typu A i typu B (vyřazeny 1975). Typ V se zde pak usídlil v období mezi roky 1958 až 1961, typ G v letech 1954 – 1958 a 1969 – 1975. Další modernější typ vlaků moskevského metra, typ D, zde býval deponován mezi lety 1965 až 1995. Od roku 1992 zde naopak jsou i soupravy typu Em a od roku 2006 i vlaky Rusič, které se používají na Filjovské lince a na její větvi do Moskva-Siti, budované jako lehké metro.